# A&M/Octone Records
A&M/Octone Records är ett amerikanskt skivbolag och är ett samriskföretag mellan Universal Music Group och Octone Records, även känt som OctoScope Music. Skivbolaget representerar en sammanslagning av Interscope Geffen A&M:s A&M Records och Octone Records.

## Artister och grupper
- Maroon 5
- Hollywood Undead
- Flyleaf
- K'Naan
- Miss Willie Brown
- Kevin Hammond
- The Knocks
- Bombay Bicycle Club
- Kat Graham
- Duncan
- Churchill
- Ray C
- The Freshmen
- Katey Cattlehand Pluck
- Murphy Cattlehand Pluck